# Royal Australian Air Force

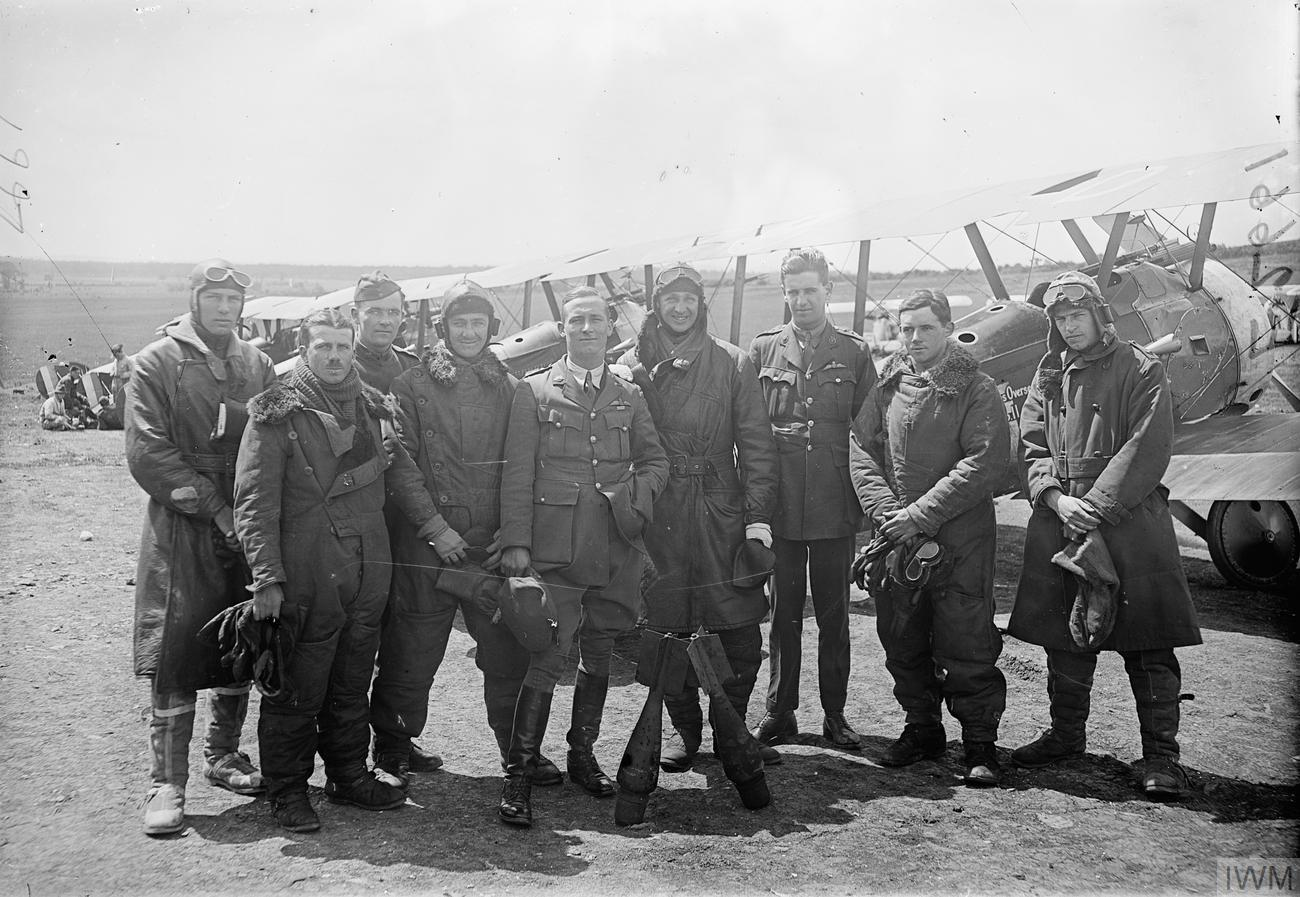
Australijscy piloci 4 Eskadry AFC we Francji w 1918 roku

Royal Australian Air Force (RAAF, z ang. Królewskie Australijskie Siły Powietrzne) – oficjalna nazwa wojskowych sił powietrznych Australii. RAAF powstał w marcu 1914 r. początkowo jako Australian Flying Corps podlegając armii australijskiej, ale już 31 marca 1921 został wyodrębniony jako niezależna formacja wojskowa. Mottem RAAFu jest łacińskie zdanie Per Ardua ad Astra (Przez trudy do gwiazd).

## I wojna światowa
Już na samym początku I wojny światowej w końcu 1914 roku Australian Flying Corps wysłało swoje samoloty do walk z Niemcami w Nowej Gwinei. Jednak nie zostały one użyte w walce z powodu szybkiego zwycięstwa sprzymierzonych. Pierwsze loty bojowe zostały wykonane na terenie Iraku 27 maja 1915 roku przez Mesopotamian Half Flight – jednostkę składającą się z 3 samolotów. Wkrótce jednostki australijskie zostały użyte do walk w Egipcie, Palestynie oraz we Francji. Brały czynny udział w walkach do zakończenia wojny. W końcu 1918 roku na froncie zachodnim działały 4 eskadry AFC. W ich szeregach służyło łącznie 75 asów myśliwskich.

## II wojna światowa

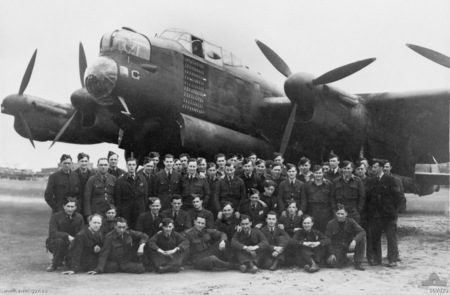
Personel naziemny bombowca Avro Lancaster G-George z 460 dywizjonu RAAF w Wielkiej Brytanii

### W Europie i Afryce Północnej
W roku 1939, na samym początku II wojny światowej, Australia przystąpiła do wspólnego systemu treningowego Wspólnoty Narodów, zgodnie z którym załogi odbywały wstępne szkolenie w Australii, by następnie udać się do Kanady dla odbycia bardziej zaawansowanych treningów. Ogółem w Wielkiej Brytanii i Afryce Północnej służyło dziewiętnaście dywizjonów bombowych, myśliwskich, rozpoznawczych i innych RAAF. Około 9% personelu, służącego pod dowództwem RAF w Europie i w basenie Morza Śródziemnego, stanowili piloci i obsługa naziemna RAAF.
Wobec tego, że przemysł brytyjski był celem bombardowań Luftwaffe, rząd australijski powołał do życia Departament Produkcji Lotniczej (DAP), w celu zaopatrywania siły powietrzne Wspólnoty Brytyjskiej w budowane na miejscu (na czym ostatecznie skorzystał RAAF) zaprojektowane przez Brytyjczyków maszyny takie, jak na przykład samoloty torpedowe DAP Beaufort.
Na europejskim teatrze działań personel latający RAAF był szczególnie widoczny w formacjach bombowców RAF: reprezentowały one zaledwie 2% całego personelu RAAF w ciągu wojny, ale odnotowały aż 23% wszystkich, którzy polegli w akcji. Te dane statystyczne najlepiej ilustruje fakt, że przez 460 Dywizjon, latający głównie na bombowcach Vickers Wellington i Avro Lancaster, oficjalnie przewinęło się około 200 załóg, z czego śmierć poniosło 1018 ludzi, co wskazuje, iż dywizjon pięciokrotnie przestawał praktycznie istnieć.

### Na Pacyfiku

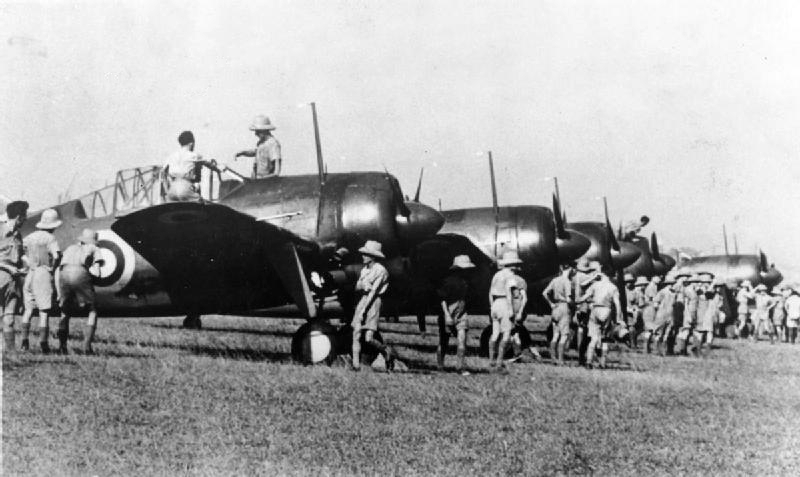
Myśliwce Brewster Buffalo w Singapurze

Początek wojny na Pacyfiku i szybkie postępy japońskich sił zbrojnych po raz pierwszy w historii stworzyły zagrożenie dla kontynentu australijskiego. RAAF był do tego zupełnie nieprzygotowany i nie miał wystarczających sił, by móc prowadzić równą walkę z napastnikami.
W roku 1941 i na początku 1942 wielu lotników RAAF z dywizjonów 21. i 453. brało udział w walkach brytyjskiego RAF w Chinach, na Malajach i w Indiach Holenderskich. Szczególnie alianccy piloci myśliwscy bili się dobrze mimo tego, że byli w mniejszości i musieli latać na przestarzałych samolotach, jak Brewster Buffalo.
Zaskakujący nalot na Darwin w dniu 19 lutego 1942 roku zmusił dowództwo do podjęcia zdecydowanych kroków. Część dywizjonów RAAF została wycofana z Europy, aczkolwiek znaczna ich liczba została tam do końca wojny. Braki w samolotach myśliwskich i szturmowych spowodowały konieczność przyjęcia budowanych w USA samolotów P-40 Kittyhawk oraz szybkiego zaprojektowania i produkcji pierwszego australijskiego samolotu bojowego CAC Boomerang. Kittyhawki RAAF Kittyhawks odegrały kluczową rolę w walkach o Nową Gwineę i Wyspy Salomona.
W czasie bitwy na Morzu Bismarcka importowane bombowce Bristol Beaufighter dowiodły swej przydatności w atakach z niskiego pułapu na wojska lądowe i marynarkę wojenną nieprzyjaciela. W końcowym okresie wojny Beaufightery były produkowane na miejscu przez DAP. Mimo że znacznie większe od japońskich myśliwców, Beaufightery miały też znacznie od nich większą szybkość.
Ciężkie bombowce RAAF to przede wszystkim 287 Liberatorów, które – startując z Australii i Nowej Gwinei – mogły, dzięki swemu zasięgowi, bombardować japońskie cele na Borneo i na Filipinach.
W roku 1945 RAAF otrzymał 500 myśliwców P-51 Mustang, które również wkrótce montowano i produkowano na miejscu. Pod koniec wojny, główna formacja operacyjna RAAF, 1 Skrzydło Lotnicze, liczyła ponad 18 000 osób personelu w 20 dywizjonach; była przeznaczona do wzięcia udziału w inwazji Wysp Japońskich (operacja „Downfall”). Podsumowując: około 20 tysięcy Australijczyków służyło – obok innych sił powietrznych Wspólnoty – w Europie. W sumie w RAAF służyło 216 900 mężczyzn i kobiet, z której to liczby 11 061 zginęło w walce.

## RAAF obecnie
Od 1971 roku jedna baza lotnicza w Malezji należy do RAAF w ramach porozumień wielostronnych pomiędzy członkami Brytyjskiej Wspólnoty Narodów. 
Obecnie największym wyzwaniem dla RAAF jest utrzymanie floty 100 myśliwców, gdyż taka liczba określa optymalną ilość dla zabezpieczenia północnej granicy kraju. Po zakończeniu modernizacji floty, samoloty używane będą wyłącznie z zakupów dokonanych w XXI wieku. 
Zastąpienie obecnych F/A-18 ma odbyć się przez Joint Strike Fighter (Lockheed Martin F-35 Lightning II) mimo to zamówiono jedynie 14 sztuk (dostawy 2017). Hornety powinny być planowanowo wycofane do 2018 roku. Kwestię wymiany floty komplikuje opóźnienie i wysoka cena F-35A. Dla wypełnienia luki po wycofaniu F/A-18A/B dokupiono 24 F/A-18F Super Hornet, które w służbie zastąpiły bombowce F-111C. Ostatecznie zamówiono 72 myśliwce Lockheed Martin F-35 Lightning II w celu zastąpienia Hornetów a ich dostawy potrwają do końca 2021 roku. Po ukończeniu tej fazy projektu RAAF nabędzie kolejne 28 sztuk (zwiększając liczbę tych maszyn do stu) co zastąpi flotę Super Horetów. Ostatecznie F/A-18F zostaną wymienione na F-35A pod koniec 2022 roku. Do tej pory dostarczono łącznie 25 myśliwców F-35, z czego 5 znajduje się w bazie w USA, które służą do szkolenia australijskich pilotów.  
Flotę patrolowych AP-3C Orion zastąpią Boeing P-8 Poseidon, oparte na B737 podobnie jak obecne Boeing 737 AEW&C i BBJ. Lotnictwo transportowe opiera się na 8 C-17 Globemaster III, 12 C-130J Super Hercules oraz 10 C-27J Spartan, które zastąpią DHC-4 Caribou, dla zaoszczędzenia środków na zakup F-35A przyspieszono wycofanie C-130H.
Uroczyste przejęcie pierwszego C-27J odbyło się 30 czerwca 2015 roku w bazie w Richmond. W planach jest też zastąpienie treningowych PC-9 oraz pozyskanie większych BSL. W dniu 16 listopada 2016 roku Royal Australian Air Force odebrały pierwszy z ośmiu zamówionych patrolowców Boeing P-8A Poseidon mają one zastąpić maszyny Lockheed AP-3C Orion. W 2019 roku odebrano dwunastego Poseidona. Planowany jest zakup kolejnych 3 samolotów.
W 2015 roku rząd Australii zamówił 7 dronów patrolu morskiego/ZOP Northrop Grumman MQ-4C Triton, aby wesprzeć w działaniach flotę Poseidonów. Kolejnym krokiem było zamówienie kolejnych 55 maszyn, których dostawy potrwają do 2025 roku. Do tego zamówiono 16 dronów uderzeniowych MQ-9 Reaper, które ostateczną gotowość operacyjną osiągną w połowie 2021 roku. 
30 sierpnia 2016 roku został zakończony odbiór 24 śmigłowców MH-60R Seahawk. Wejdą one w skład 725. i 816. Eskadry, które służą na fregatach i niszczycielach rakietowych. Osiągnięcie gotowości bojowej planowane jest na rok 2020 i pozostanie w służbie do 2048 roku.

### Rola i zadania
Główne zadanie RAAF są opisane w postaci czterech punktów:
- powstrzymywanie i przeciwdziałanie agresji zbrojnej na terytorium Australii
- przyczynianie się do stabilizacji i bezpieczeństwa regionu południowego Pacyfiku
- przeciwdziałanie zagrożeniom militarnym w regionie indopacyficznym
- przeciwdziałanie zagrożeniom militarnym w celu zapewnienia globalnego bezpieczeństwa

Podstawą dla Sił Powietrznych jest utrzymanie i używanie środków bojowych w przypadku zagrożenia dla bezpieczeństwa kraju w powietrzu i kosmosie. Zakres obowiązków uzupełniony jest przez akcje wsparcia dla misji humanitarnej, likwidacji skutków katastrof i klęsk żywiołowych, poszukiwania ratownicze oraz pomoc w obronie granic. Często są jednym z uczestników operacji połączonych czy koalicyjnych w lokalnych konfliktach zbrojnych lub operacjach antyterrorystycznych. Zachodzi potrzeba realizowania czterech zadań:
- wywalczanie i utrzymanie panowania w powietrzu
- niszczenie celów
- zwiad i obserwacja
- szkolenie pilotów
- szkolenie personelu
- utrzymanie sprawności infrastruktury

Do realizacji zadań przeznaczonych jest około 270 samolotów różnych typów i przeznaczenia. Pracuje przy tym około 14 200 osób wojskowych, 4400 rezerwistów i 770 cywilów. Jednostki położone są w dziewięciu bazach lotniczych i placówce obronnej w Australii i Malezji. 

### Zaangażowanie z zadania
Konflikty w których uczestniczył RAAF:
- I wojna światowa
- II wojna światowa
- Wojna koreańska
- Konfrontacja indonezyjsko-malezyjska
- Wojna wietnamska
- II wojna w Zatoce Perskiej
- Wojna w Afganistanie
- Ofensywa Państwa Islamskiego w Iraku

Misje pokojowe i pomoc humanitarna:
- Bośnia i Hercegowina
- Fidżi
- Filipiny
- Indonezja
- Japonia
- Kambodża
- Liban
- Nepal
- Pakistan
- Papui Nowa Gwinea
- Rwanda
- Samoa
- Somalii
- Sudan
- Timor Wschodni
- Vanuatu
- Wyspy Salomona

Operacje poza granicami kraju:
- Slipper (Afganistan)
- Highroad
- Aslan (Sudan Południowy)
- Accordion (Bliski Wschód)
- Okra (Irak i Syria)

## Organizacja
Air Combat Group (ACG) – powstałe 7 lutego 2002 roku. Doszło do połączenia Tactical Fighter Group i Strike Reconnaissance Group. Obowiązkiem jest wywalczenie i utrzymanie panowanie w powietrzu oraz atakowanie celów naziemnych i nawodnych. Ilość maszyn dla grupy wynosi około 120 samolotów i 2200 osób personelu. Baza znajduje się w: Williamtown, Amberley, Pearce i Tindal. W skład grupy wchodzą:
- No. 78 Wing - prowadzi szkolenie zaawansowane operacyjne personelu
  - No. 76 Squadron - wyposażony w szkolno-treningowe Hawk Mk127
  - No. 79 Squadron - wyposażony w szkolno-treningowe Hawk Mk127
  - No. 278 Squadron - prowadzi szkolenie naziemne pilotów i mechaników

- No. 81 Wing - wykonuje zadania powietrze-powietrze
  - No. 2 Operational Conversion Unit - wyposażona w myśliwskie F/A-18A/B
  - No. 3 Squadron - wyposażona w myśliwskie F/A-18A/B
  - No. 75 Squadron - wyposażona w myśliwskie F/A-18A/B
  - No. 77 Squadron - wyposażona w myśliwskie F/A-18A/B
- No. 82 Wing - wykonuje zadania powietrze-ziemia i powietrze-woda
  - No. 1 Squadron - samoloty uderzeniowe F/A-18F
  - No. 4 Squadron - samoloty PC-9/A(F)
  - No. 6 Squadron - samoloty uderzeniowe F/A-18F

Air Mobility Group (AMG) - utworzona w lutym 1987 roku, z obecną nazwą od 1 kwietnia 2014 roku. Główne zadania to transport ludzi i sprzętu. Grupa liczy około 40 samolotów i 1400 personelu. Baza znajduje się w: Richmond, Amberley, Townsville, Fairbairn. W skład grupy wchodzą:
- No. 84 Wing - prowadzi zadania transportowe na szczeblu taktycznym, operacyjnym oraz VIP-ów
  - No. 34 Squadron - samoloty Boeing 737 BBJ oraz CL-604 do przewozów VIP-ów
  - No. 37 Squadron - samoloty transportowe CL-130J
  - No. 285 Squadron - szkolenie naziemne mechaników, pilotów i załóg
- No. 86 Wing - prowadzi zadania transportowe na szczeblu operacyjnym, strategicznym oraz pomocniczych
  - No. 33 Squadron - samoloty tankujące KC-30A
  - No. 36 Squadron - samoloty transportowe C-17A
  - No. 38 Squadron - samoloty transportowe King Air 350

Air Movements Training Development (Jednostka Szkolenia i Rozwoju Transportu Lotniczego) - prowadzi szkolenie w zakresie transportu i opracowuje techniki, procedury i wyposażenie usprawniające transport. 
C-27J Spartan Transition Team (Zespół Przezbrojenia w C-27J) - zadaniem jego jest wprowadzenie do służby nowych samolotów C-27J.
Surveillance and Response (Grupa Obserwacji i Reagowania) - powstała 30 marca 2004 roku. Połączyły się Martime Patrol Group i Surveliance and Control Group. Obowiązkiem jest zwiad, obserwacja i rozpoznanie nad morzem i lądem. Kierują ruchem lotniczym i nadzorują przestrzeń powietrzną oraz morską. Grupa liczy ponad 20 samolotów i 2300 personelu. Bazy znajdują się w: Williamtown, Townsville, Oakey, Amberley, Richmond, Nowra, East Sale, Edinburgh, Tindal oraz Darwin. W skład grupy wchodzą:
- No. 41 Wing - zadaniem jest wsparcie obrony powietrznej w zakresie obserwacji i zarządzania
  - No. 1 Remote Sensor Unit - obsługa stacji radiolokacyjnych.
  - No. 3 Control and Reporting Unit - obserwacja przestrzeni powietrznej i zarządzanie nią
  - No. 114 Mobile Control and Reporting Unit - doraźne zarządzanie obszarem operacyjnym
  - Surveillance and Control Training Unit - szkolenie w zakresie walk powietrznych, zarządzania oraz kontroli powietrznej
- No. 42 Wing - zadania w zakresie łączności, zwiadu, obserwacji i rozpoznania
  - No. 2 Squadron - samoloty wczesnego ostrzegania E-7A

- No. 44 Wing - nadzorowanie i kierowanie ruchem lotniczym w jedenastu głównych bazach lotniczych
  - No. 453 Squadron
  - No. 452 Squadron
- No. 92 Wing - zadaniami jest wykonywanie morskich działań zwalczania okrętów i zwiadu oraz akcji ratunkowych
  - No. 10 Squadron - samoloty morskie ZOP AP-3C
  - No. 11 Squadron - samoloty morskie ZOP AP-3C
  - No. 292 Squadron - szkolenie naziemne pilotów i mechaników
  - No. 5 Flight - bezzałogowe samoloty Heron
  - No. 92 Wing Detachment Alpha - samoloty morskie AP-3C

Aerospace Opeational Support Group (Grupa Lotniczo-Kosmicznego Wsparcia Operacyjnego) - powstała w 2003 roku. Obowiązki to wzmocnienie i poszerzenie możliwości bojowych Sił Powietrznych. Zapewniają wsparcie operacyjne. Grupa liczy 740 osób personelu z Sił Powietrznych (bez pozostałych rodzajów) i posiada kilka samolotów do testów. 
Development and Test Wing (Skrzydło Rozwoju i Badań) - zajmuje się testem wyposażenia i uzbrojenia lotniczego. W jej skład wchodzą:
- Aircraft Research and Development Unit - prowadzenie testów wyposażenia
- Aircraft Stores Compatibility Engineering Squadron - przystosowanie samolotów do przenoszenia i użycia nowego uzbrojenia
- Aerospace Systems Engineering Squadron - projektowanie konstrukcji i obsługi specjalnego wyposażenia
- RAAF Institute of Aviation Medicine - badanie kondycji fizycznej i psychicznej personelu

Information Warfare Wing - koordynuje działania walk elektronicznej i dystrybucji informacji. W jej skład wchodzą:
- Joint Electronic Warfare Operational Support Unit - wsparcie walki elektronicznej
- RAAF Aeronautical Infomration Service - przygotowanie i dostarczenie informacji lotniczych
- No. 87 Squadron - pozyskanie informacji zwiadowczych i analiza ich
- No. 460 Squadron - dostarczają informacje i pozyskują
- No. 462 Squadron - ochrona informacji i wsparcie dowódców operacyjnych
- Air Intelligence Training Flight - szkolenie specjalistów od zwiadu

Woomera Test Range - poligon doświadczalny na testy uzbrojenia i wyposażenia oraz inne badania i próby.
Air Force Training Group – powstała grupa 1 lipca 2006 roku z Training Command. Obowiązkiem jej jest szkolenie personelu latającego i technicznego. Grupa liczy około 70 samolotów i 1100 osób personelu. Baza znajduje się w: Williams, Townsville, Amberley, Tamworth, Orchard, Wagga, East Sale oraz Pearce. W skład grupy wchodzą:
- Air Training Wing - szkolenie podstawowe i zaawansowane pilotów, kontroli ruchu, i personelu. 
  - ADF Basic Flying Training School - szkolenie pilotażu
  - No. 2 Flying Training Schoole - szkolenie pilotażu średniego
  - Central Flying School - szkolenie pilotażu zaawansowanego
  - School of Air Warfare - szkolenie naprowadzania i kierowania walką
  - School of Air Traffic Control - szkolenie kontroli ruchu powietrznego
  - Combat Survival Training School - przetrwanie w warunkach bojowych
  - No. 32 Squadron - szkolenie w powietrzu oficerów naprowadzania i kierowania walką powietrzną
  - RAAF Museum - muzeum sił powietrznych
  - Heritage Centres
  - Air Force Roulttes - zespół akrobacyjny
  - Air Force Balloons - dwa balony na gorące powietrze dla imprez i pokazów
- Ground Training Wing - podstawowe i zaawansowane szkolenie specjalne służb naziemnych i rezerwy. W skład grupy wchodzą:
  - RAAF School of Technical Training - szkoła techniczna
  - RAAF Security and Fire School - szkoła bezpieczeństwa i pożarnicza
  - RAAF School od Administration and Logistics Training - szkoła administracji i logistyki
  - Defende Explosive Ordnance Training School - szkoła uzbrojenia i materiałów wybuchowych
- RAAF College - kształcenie rekrutów, podoficerów, oficerów. W jej skład wchodzą:
  - Officers' Training School - szkoła oficerska
  - No. 1 Recruit Training Unit - szkolenie rekrutów
  - School of Postgraduate Studies - szkoła podyplomowa
  - Corporal Promotion Centres - ośrodek promocji podoficerów
  - Air Force Band - orkiestra
  - No. 31 Squadron - funkcjonowanie bazy

Combat Support Group (CSG) - Grupa Wsparcia Bojowego stworzona w 1987 roku. Jej obowiązkiem jest obsługa operacji lotniczych, przez organizację, obsługę i ochronę oraz pomoc techniczną. Posiadają około 5400 osób personelu. Jednostki stacjonują w: Amberley, Townsville, Williamtown, Richmond, East Sale, Edinburgh, Woomera, Pearce, Tindal, Darwin, Butterwoth. W skład grupy wchodzą:
- No. 95 Wing - organizowanie, utrzymanie, zabezpieczenie i ochrona baz
  - No. 1 Security Forces Squadron - ochrona i obrona baz
  - No. 2 Security Forces Squadron - ochorna i obrona baz
  - No. 3 Security Forces Squadron - ochorna i obrona baz
  - No. 308 Squadron - organizacja i utrzymanie baz
  - No. 382 Squadron - organizacja i utrzymanie baz
  - No. 383 Squadron - organizacja i utrzymanie baz
  - No. 1 Combat Communications Squadron - łączność i informatyka
  - No. 65 Squadron - konstrukcja baz oraz magazynowanie
  - No. 295 Squadron - szkolenie personelu
- No. 96 Wing - organizowanie, utrzymanie, zabezpieczenie, ochrona baz. W jej skład wchodzą:
  - No. 13 Squadron
  - No. 17 Squadron
  - No. 19 Squadron
  - No. 20 Squadron
  - No. 21 Squadron
  - No. 22 Squadron
  - No. 23 Squadron
  - No. 24 Squadron
  - No. 25 Squadron
  - No. 26 Squadron
  - No. 27 Squadron
  - No. 30 Squadron
- Health Services Wing - odpowiedzialne za ochronę zdrowia personelu. W jego skład wchodzą:
  - No. 1 Expeditionary Health Squadron
  - No. 2 Expeditionary Health Squadron
  - No. 3 Aeromedical Evacuation Squadron
  - Health Operational Conversion Unit
- Combat Support Coordination Centre - planowanie i koordynacja działań

## Wyposażenie[16]

### Obecnie
| Zdjęcie                      | Samolot                               | Producent           | Typ                                                 | Wersja              | Liczba              | Uwagi |
| Samoloty myśliwskie          | Samoloty myśliwskie                   | Samoloty myśliwskie | Samoloty myśliwskie                                 | Samoloty myśliwskie | Samoloty myśliwskie | Samoloty myśliwskie |
| ---------------------------- | ------------------------------------- | ------------------- | --------------------------------------------------- | ------------------- | ------------------- | --- |
|                              | Lockheed Martin F-35 Lightning II     | Stany Zjednoczone   | myśliwiec wielozadaniowy 5 generacji (stealth)      | F-35A               | 72                  | Docelowo ma być 100 sztuk. Produkowane od 2014 roku. Zastąpiły 71 myśliwców McDonnell Douglas F/A-18 Hornet, które zostały wycofane ze służby w 2021 roku. Mają być wspierane przez bojowe bezzałogowce Boeing MQ-28 Ghost Bat, służące jako lojalni skrzydłowi. |
|                              | Boeing F/A-18E/F Super Hornet         | Stany Zjednoczone   | myśliwiec wielozadaniowy 4,5 generacji              | F/A-18F             | 24                  | Zamówione w 2007 roku dla zastąpienia samolotów F-111C i z powodu opóźnienia dostaw F-35A. Produkowane od 2009 roku. Pierwsza eskadra tych myśliwców została uruchomiona 9 grudnia 2010 roku. Dodatkowo zakupiono 12 samolotów Boeing F/A-18 w wersji EA-18G Growler do walki radioelektronicznej, z możliwością walki myśliwskiej, co daje łącznie 36 tych maszyn. |
| Specjalnego przeznaczenia    |                                       |                     |                                                     |                     |                     | |
|                              | Boeing EA-18G Growler                 | Stany Zjednoczone   | samolot walki radioelektronicznej                   | EA-18G              | 12                  | Dostarczone do Australii w 2017 roku. Zakupiono 12 maszyn. Zamówiono do tego samolotu pociski przeciwradarowe powietrze-ziemia AGM-88 HARM. |
|                              | Boeing P-8 Poseidon                   | Stany Zjednoczone   | samolot patrolowy i zwalczania okrętów podwodnych   | P-8A                | 12 / 14             | Weszły do służby w latach 2016–2019. Zamówione dodatkowe 2 sztuki. Zastąpiły Lockheed AP-3C Orion. Wspierane są przez kilka bezzałogowych aparatów latających Northrop Grumman MQ-4C Triton. Na wyposażeniu mają m.in. torpedy Mark 54 oraz pociski manewrujące krótkiego zasięgu Harpoon.                                                                          |
|                              | Boeing 737 AEW&C                      | Stany Zjednoczone   | samolot wczesnego ostrzegania                       | E-7A Wedgetail      | 6                   | Wyprodukowane w latach 2009–2012. Znane też jako Wedgetail. |
|                              | Gulfstream G550                       | Stany Zjednoczone   | samolot rozpoznania elektromagnetycznego            | MC-55A Peregrine    | 1 / 4               | Docelowo mają być 4 sztuki. |
| Powietrzne tankowce          |                                       |                     |                                                     |                     |                     | |
|                              | Airbus A330 MRTT                      | Francja             | tankowiec powietrzny                                | KC-30A              | 6                   | |
| Samoloty transportowe        |                                       |                     |                                                     |                     |                     | |
|                              | Boeing C-17 Globemaster III           | Stany Zjednoczone   | strategiczny transportowiec / ciężki transportowiec | C-17A               | 8                   | Wyprodukowane w latach 2006–2008 (pierwsze 4 sztuki) i 2011-2015 (pozostałe). Służą w No. 36 Squadron (RAAF Base Amberley). |
|                              | Lockheed Martin C-130J Super Hercules | Stany Zjednoczone   | taktyczny transportowiec                            | C-130J-30           | 12                  | Zamówione w 1995 roku, dostarczane do Australii od 1999 roku. Od 2012 roku na bieżąco modernizowane. Służą w No. 37 Squadron (RAAF Base Richmond). |
|                              | Alenia C-27J Spartan                  | Włochy              | średni transportowiec                               | C-27J               | 10                  | Dostarczone do Australii w latach 2015–2018. |
|                              | Beechcraft Super King Air             | Stany Zjednoczone   | transportowy                                        | 350                 | 8                   | 3 sztuki przeznaczone do misji typu ISTAR (wywiadowczych i rozpoznaznawczych). |
|                              | Boeing 737                            | Stany Zjednoczone   | transport VIP                                       | 737-700 BBJ         | 2                   | No. 34 Squadron RAAF |
|                              | Dassault Falcon 7X                    | Francja             | transport VIP                                       |                     | 3                   | 3 sztuki w służbie od 2019 roku. |
| Samoloty szkolno-treningowe  |                                       |                     |                                                     |                     |                     | |
|                              | BAE Hawk                              | Wielka Brytania     | szkolenie zaawansowane                              | Hawk 127/128        | 33                  | Zamówione w 1997 roku. Zmodernizowane w latach 2014–2017 do wersji Hawk 128. |
|                              | Pilatus PC-21                         | Szwajcaria          | szkolenie podstawowe                                | PC-21A              | 49                  | Zamówione w 2015 roku, wszystkie dostarczono do Australii do 2019 roku. |
|                              | Beechcraft Super King Air             | Stany Zjednoczone   | szkolenie nawigatorskie                             | 350                 | 4                   | Zakupione w latach 2003-2005. |
| Śmigłowce                    |                                       |                     |                                                     |                     |                     | |
|                              | AgustaWestland AW139                  | Włochy              |                                                     |                     | 6                   | 6 sztuk wydzierżawionych z CHC Helicopter. |
| Bezzałogowe aparaty latające |                                       |                     |                                                     |                     |                     | |
|                              | Northrop Grumman MQ-4C Triton         | Stany Zjednoczone   | BSL patrolowy/ZOP                                   | MQ-4C               | 1 / 4               | Zamówiono 4 sztuki. Planowane jest łącznie 7 sztuk. Dostarczane do Australii od 2024 roku. |
|                              | Boeing MQ-28 Ghost Bat                | Australia           | BSL bojowy (stealth)                                |                     | 8 / 13              | Początkowo docelowo miało być 6 sztuk, ale zdecydowano się zwiększyć zamówienie do 13 sztuk (10 szt. Block 1, 3 szt. Block 2). Produkowane od 2019 roku, pierwszy egzemplarz oblatany w 2021 roku. |

Australijskie siły powietrzne dla swoich myśliwców posiadają:
- rakietowe pociski powietrze-powietrze krótkiego zasięgu AIM-9 Sidewinder (AIM-9X Sidewinder)
- rakietowe pociski powietrze-powietrze średniego zasięgu AIM-120 AMRAAM[41]
- rakietowe pociski powietrze-ziemia AGM-88 HARM (110 szt.), w wersji AGM-88B, AGM-88E oraz unowocześnione AGM-88G AARGM-ER
- bomby precyzyjnego rażenia Joint Direct Attack Munition (JDAM)
- bomby naprowadzane laserowo GBU-12
- bomby szybujące GBU-39 SDB
- bomby szybujące AGM-154 JSOW
- torpedy Mark 54 MAKO (dla Boeing P-8 Poseidon)
- pociski manewrujące wykonane w technologii stealth AGM-158 JASSM-ER o zasięgu 926 km (ponad 200 szt.)[42]
- rakietowe pociski przeciwokrętowe wykonane w technologii stealth AGM-158C LRASM (zamówiono 200 sztuk)
- rakietowe pociski przeciwokrętowe Joint Strike Missile (JSM)(inne języki)
- rakietowe pociski przeciwokrętowe Harpoon

Australia (we współpracy z USA) jest w trakcie opracowania taktycznego hipersonicznego pocisku manewrującego stealth o nazwie SCIFiRE.

### W przeszłości

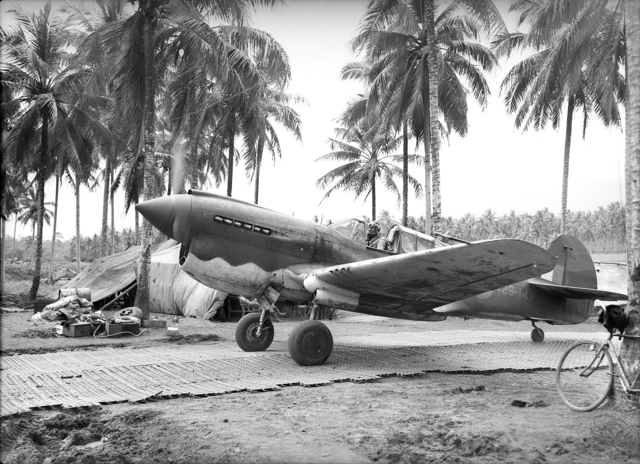
P-40 Kittyhawk, 1942

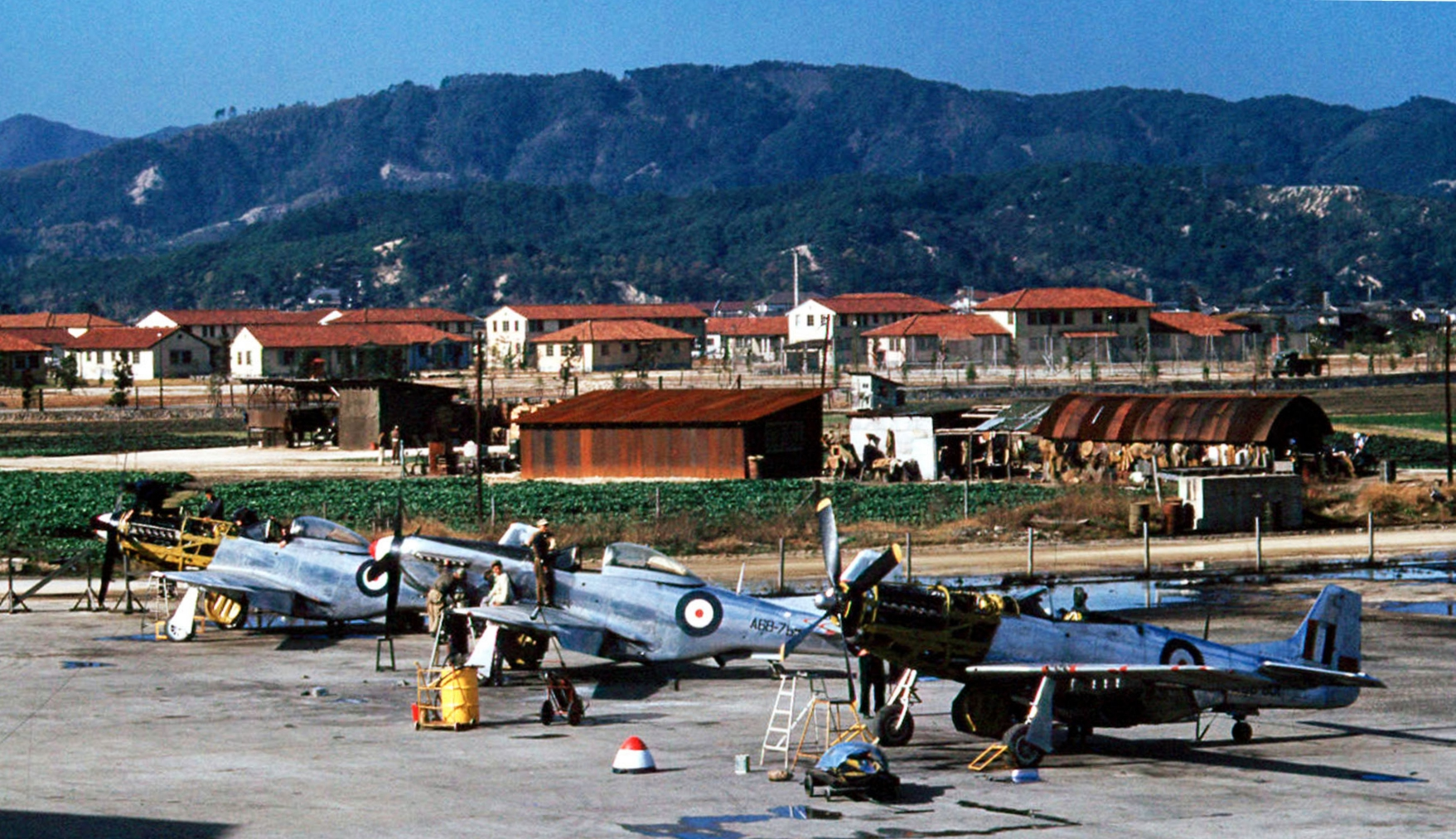
P-51D, Japonia 1950

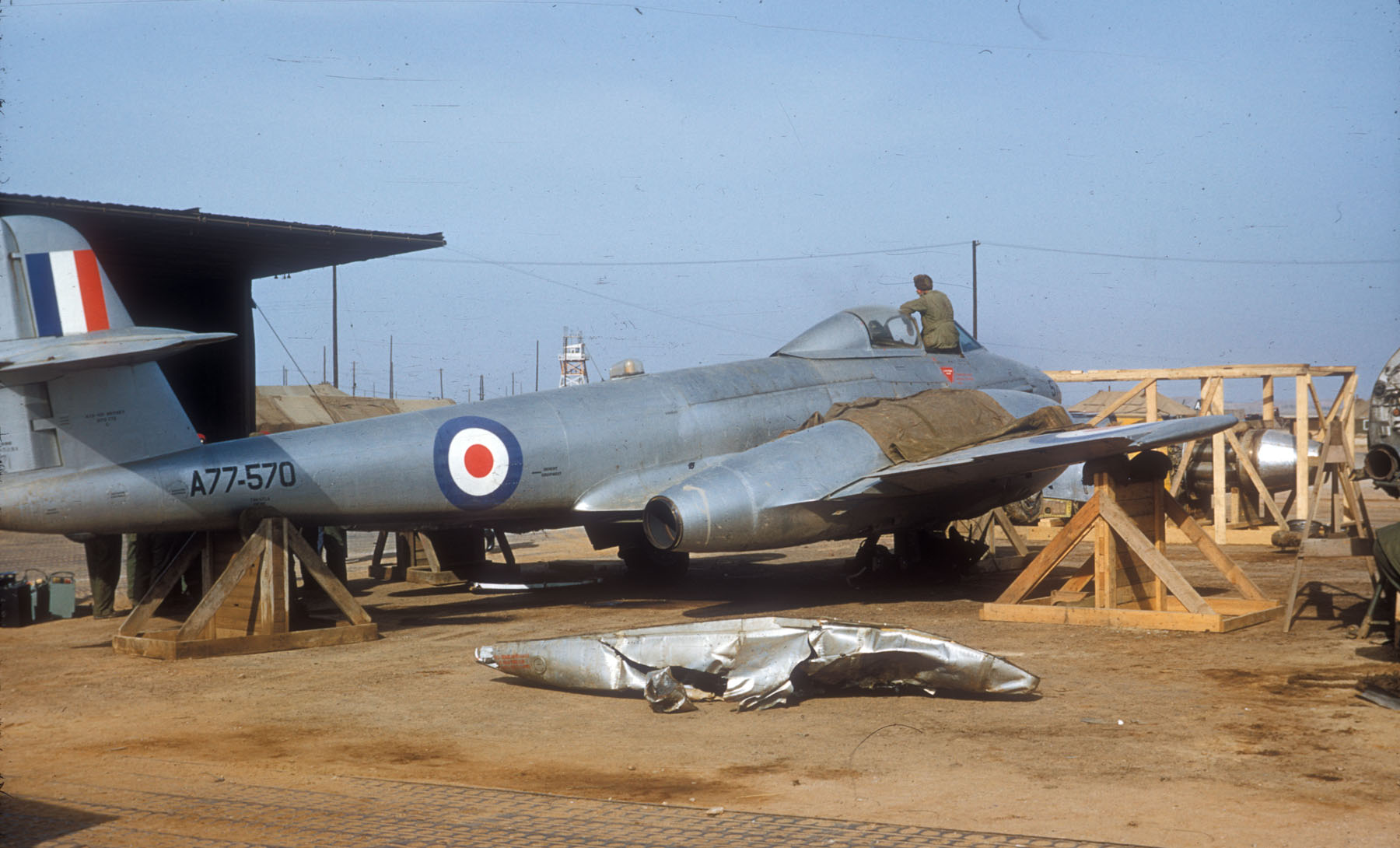
Meteor F.8, Korea 1951

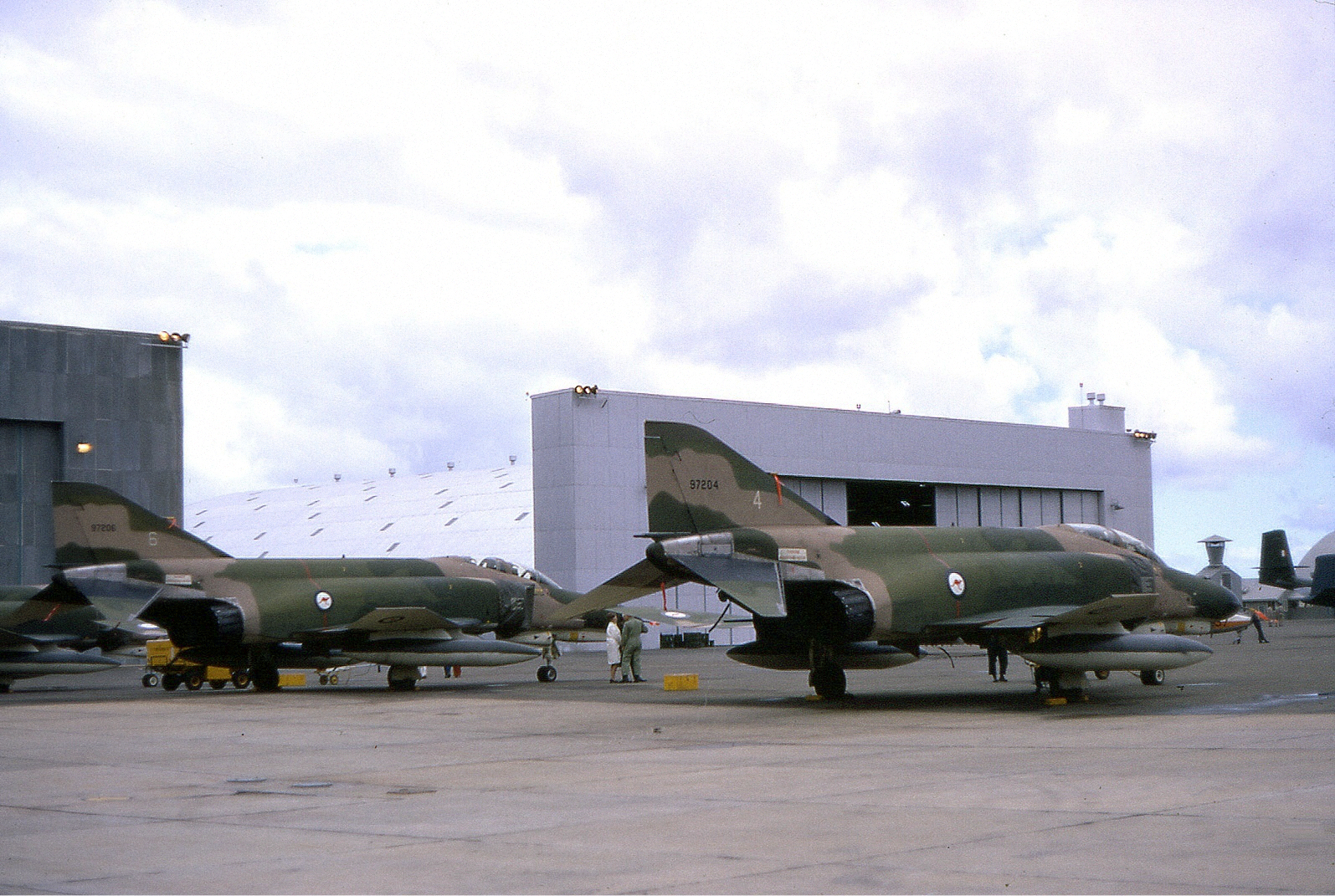
F-4E Phantom II, 1971

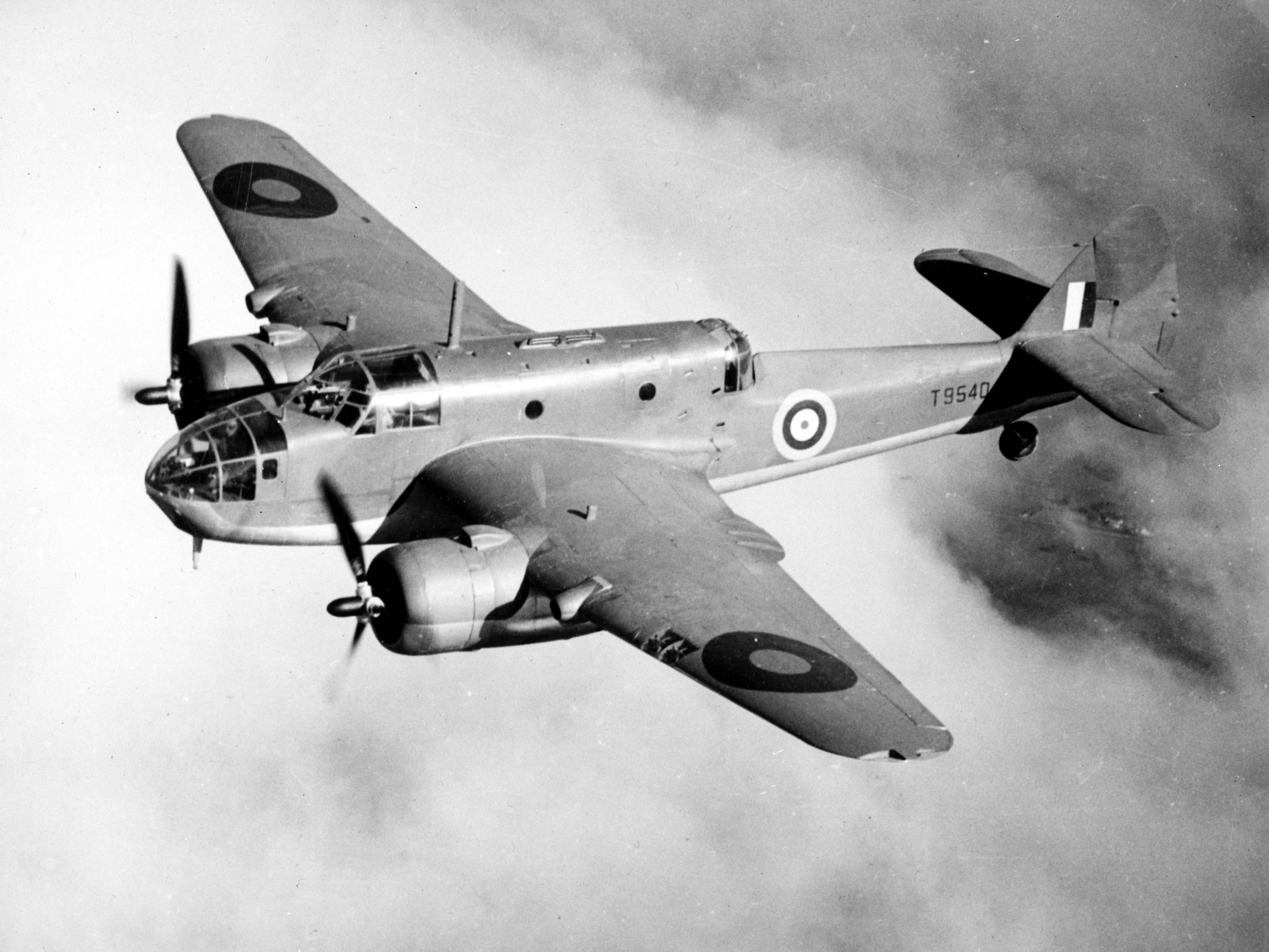
Bristol Beaufort, 1941

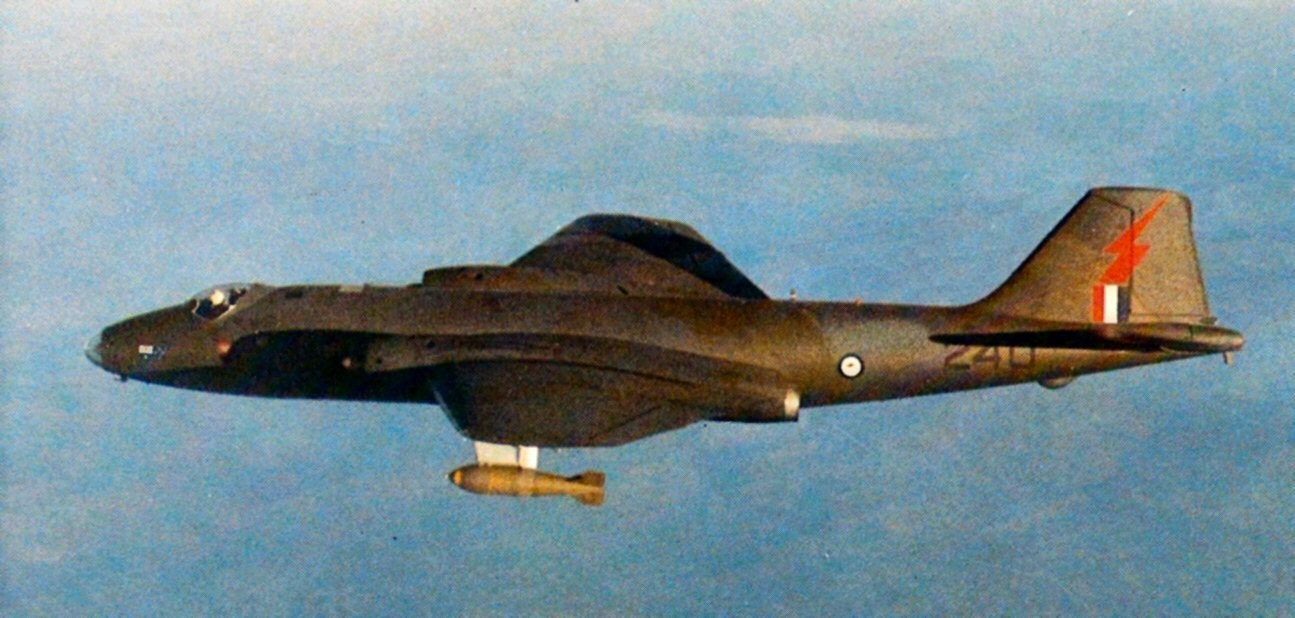
Canberra B20, Wietnam 1970

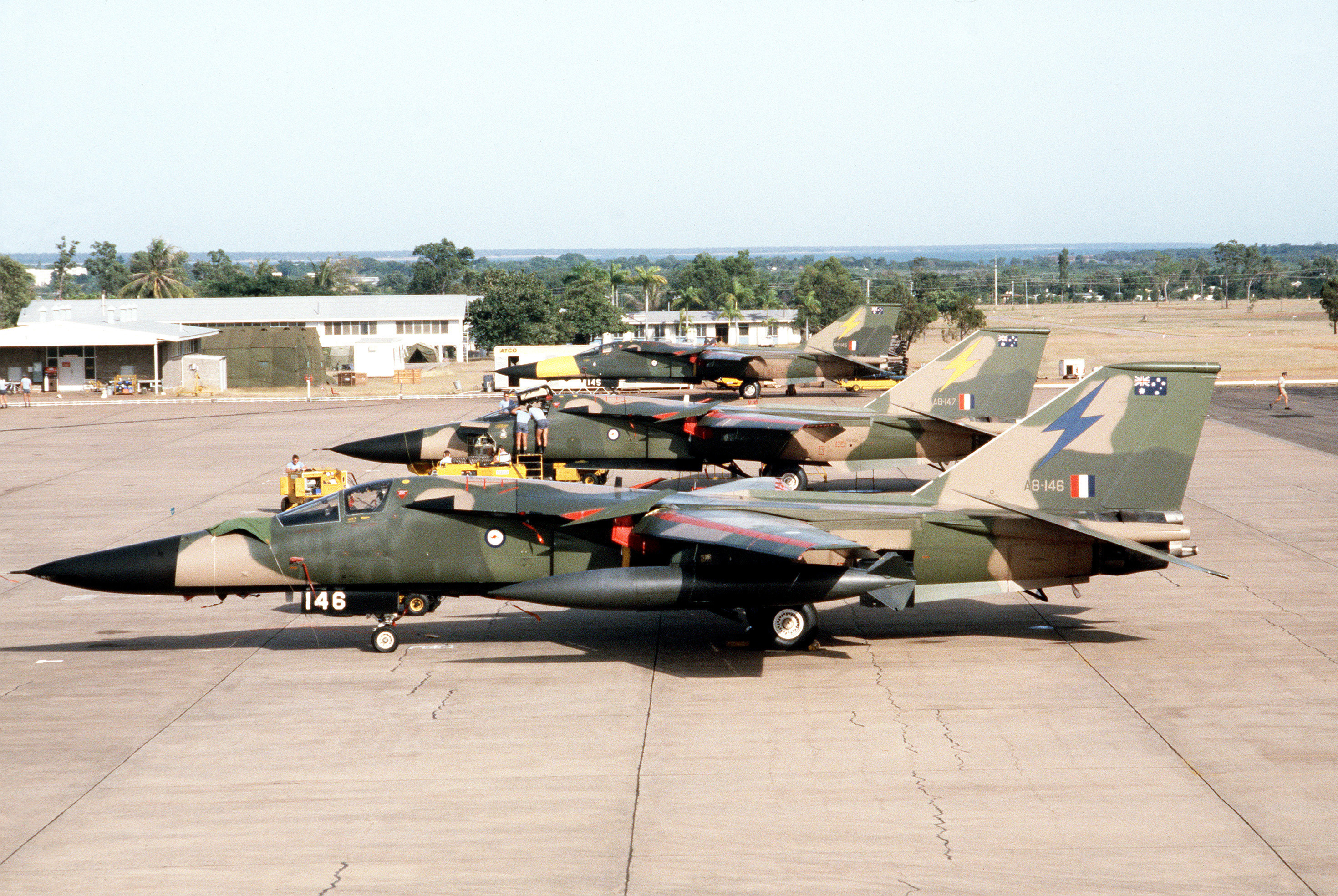
F-111C, 1984

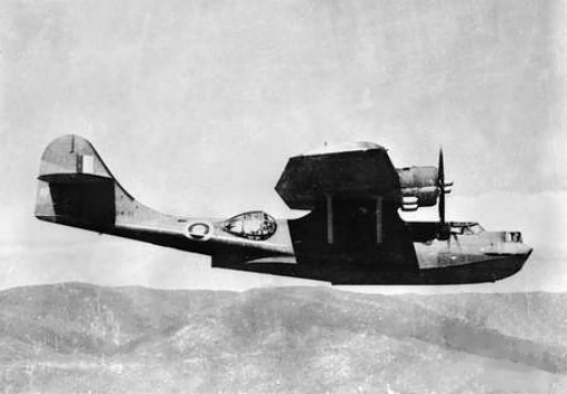
PBY Catalina, 1941

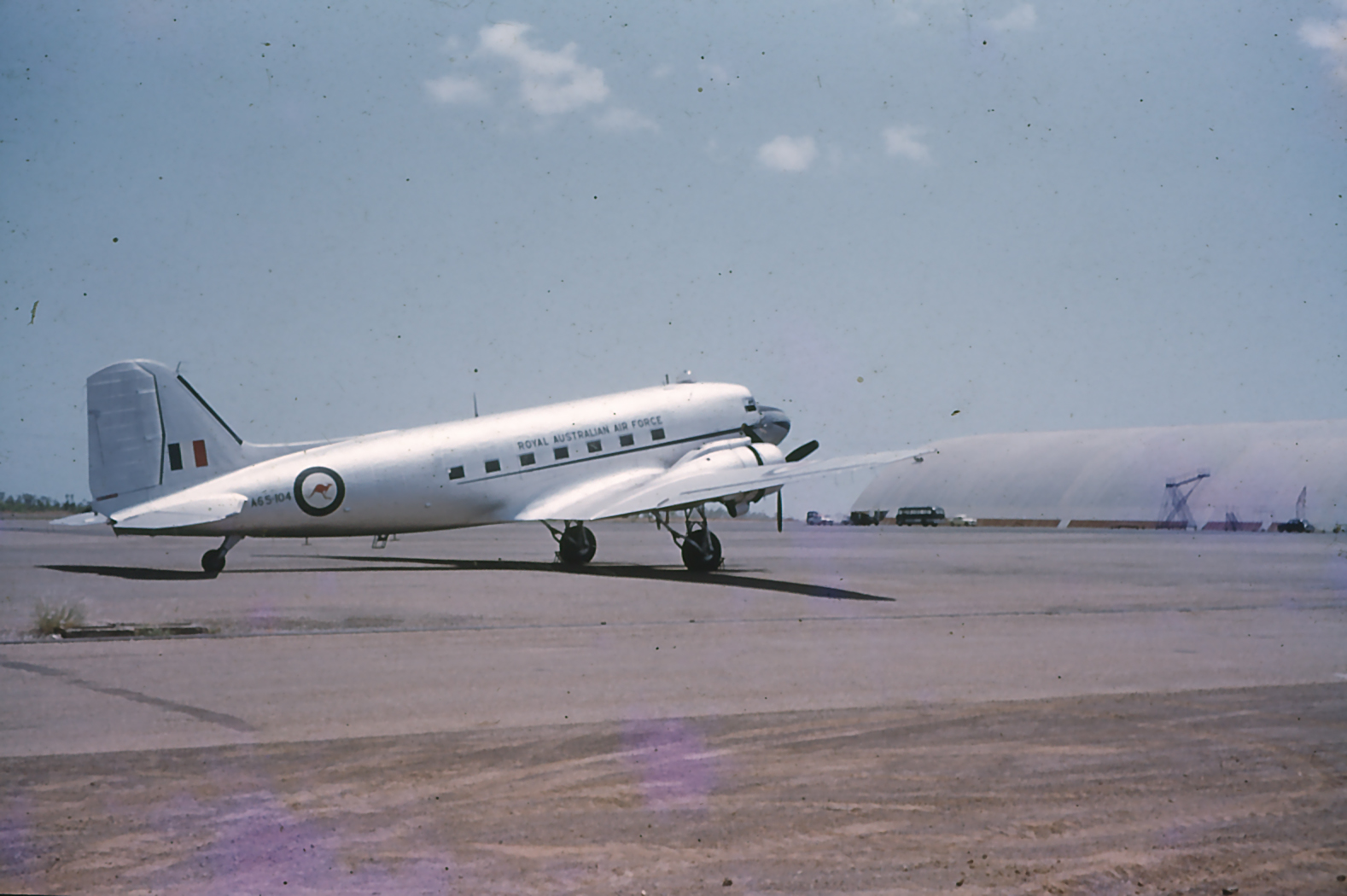
C-47 Dakota, 1961

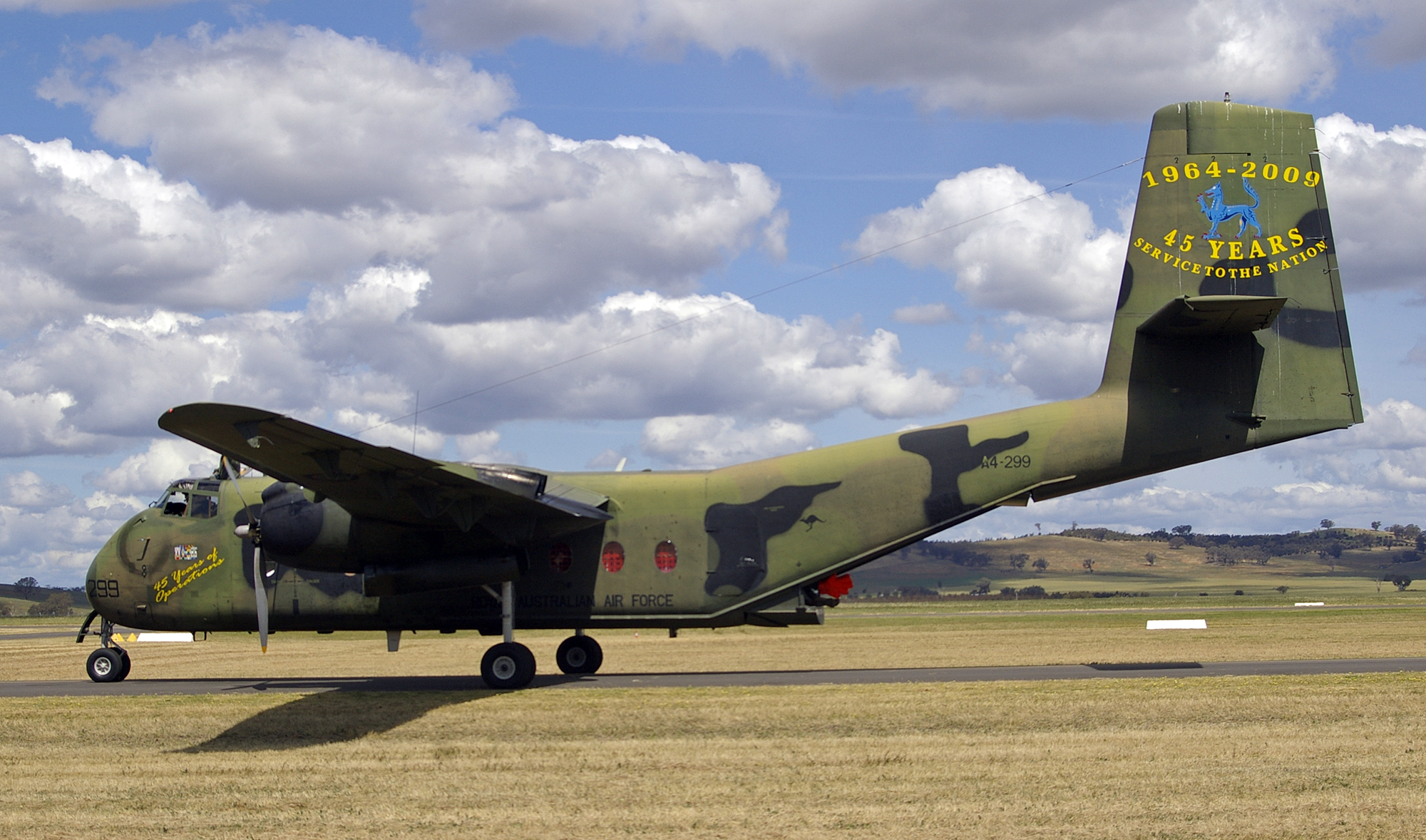
DHC-4 Caribou

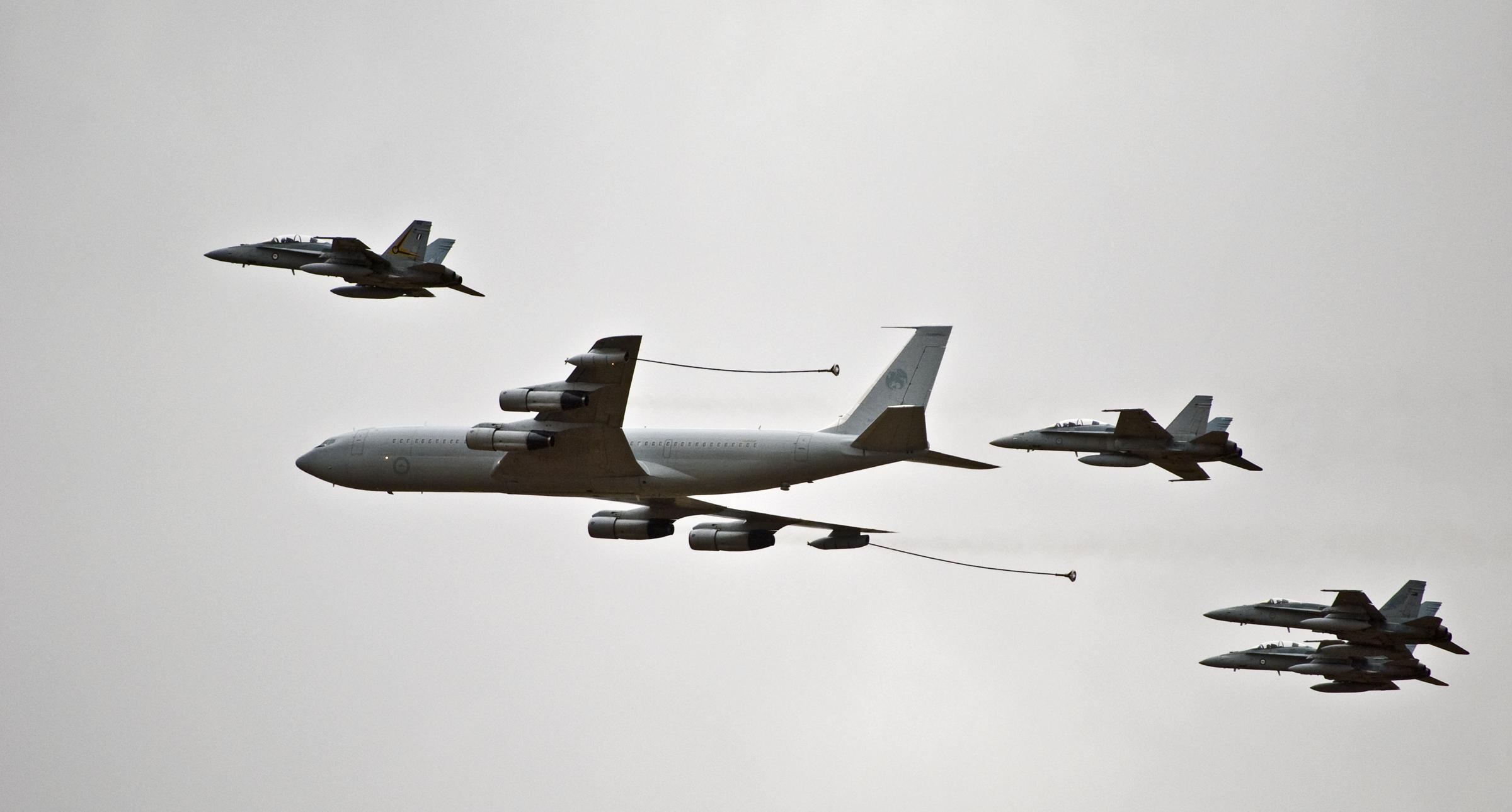
Boeing 707

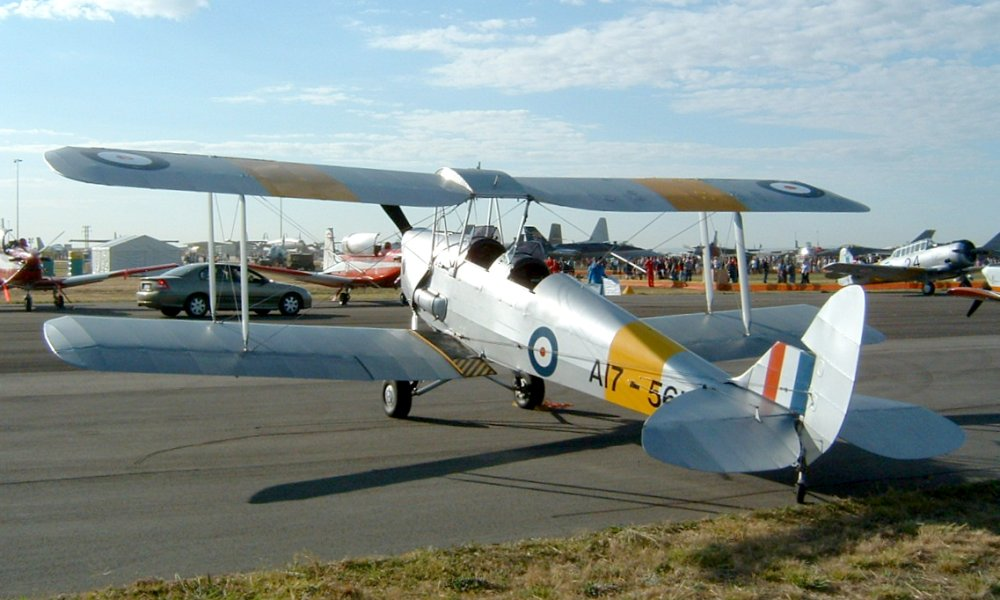
DH.82A Tiger Moth

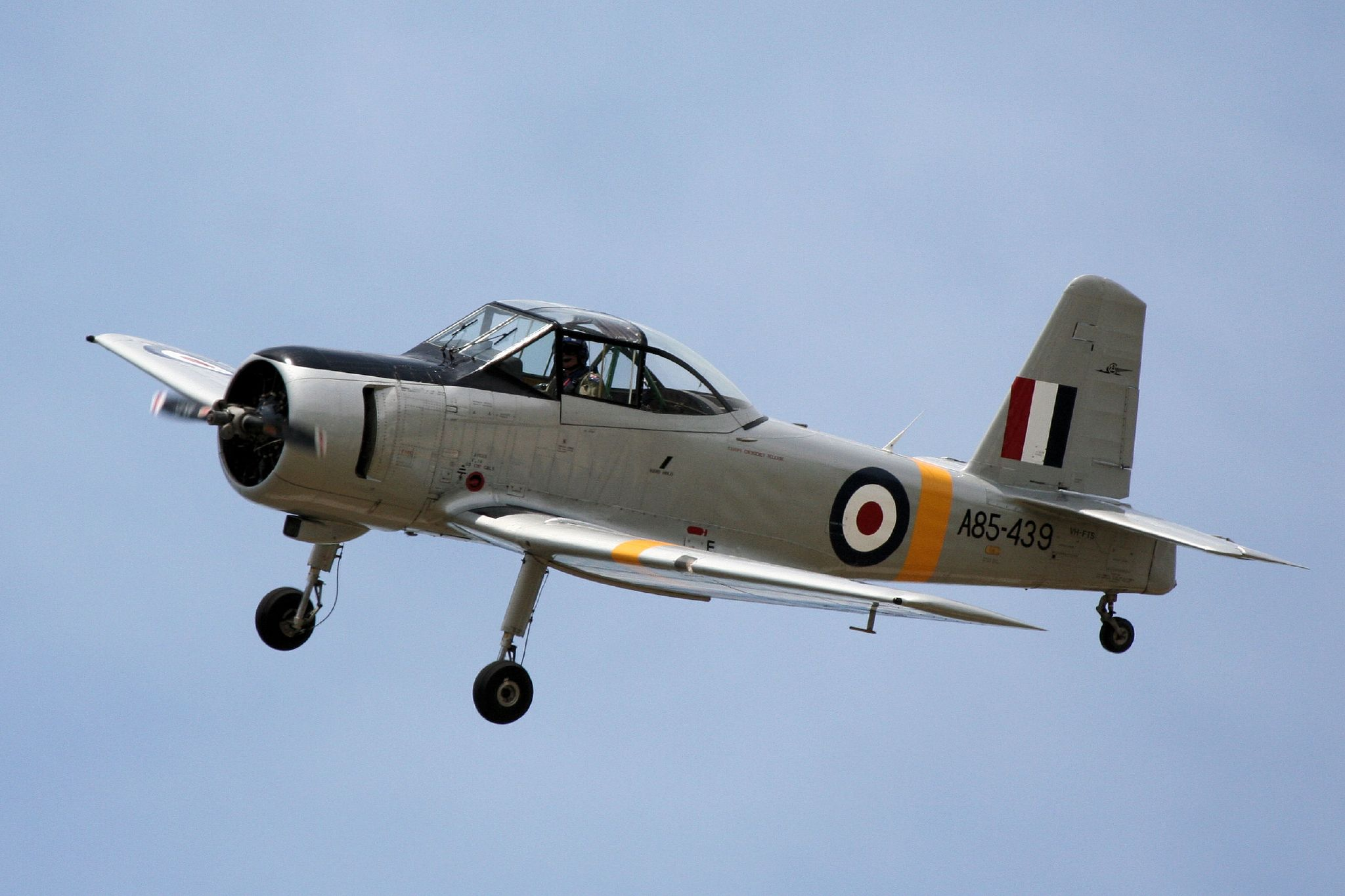
CA-25 Winjeel

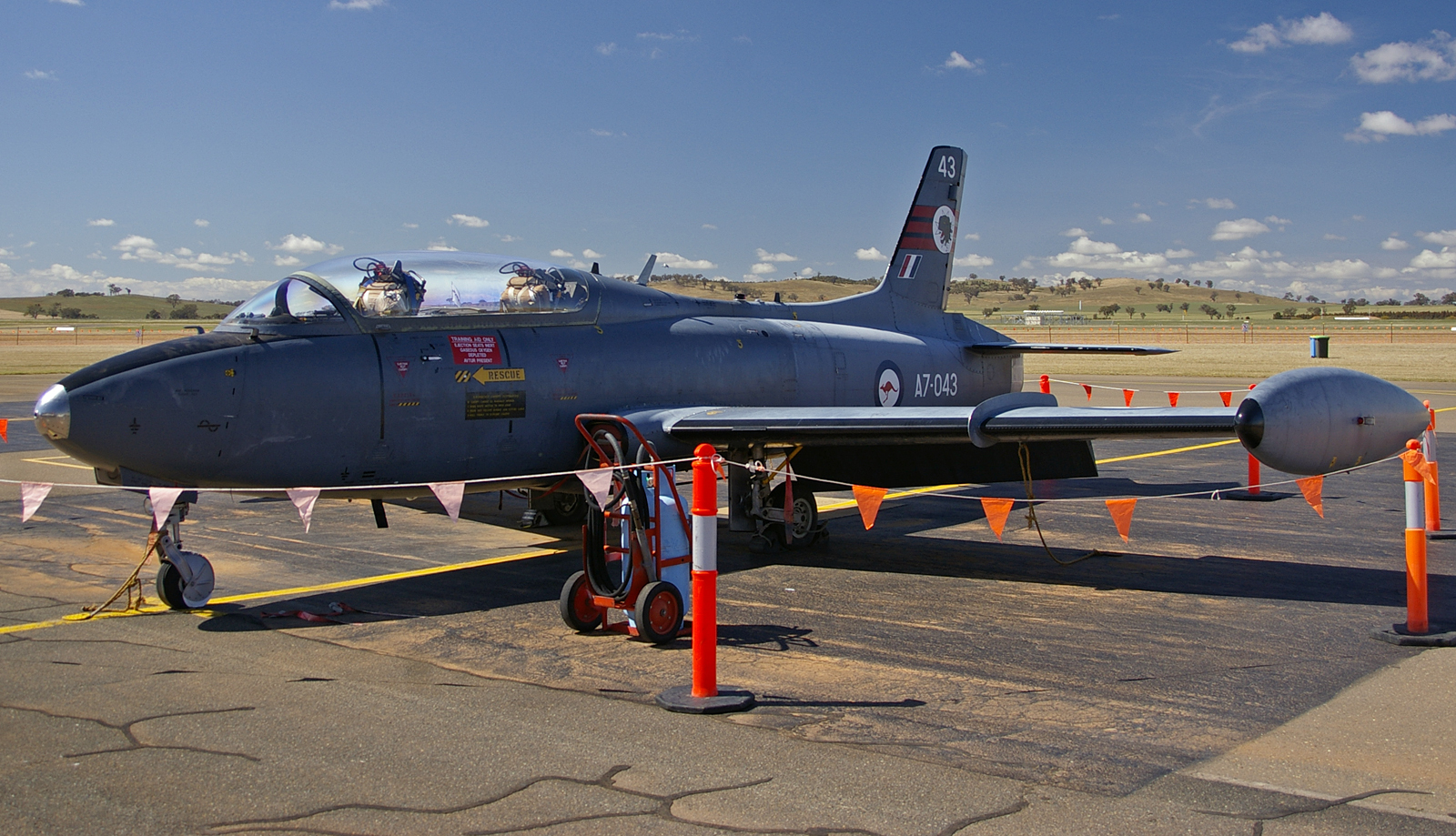
CAC CA-30 (MB-326H)

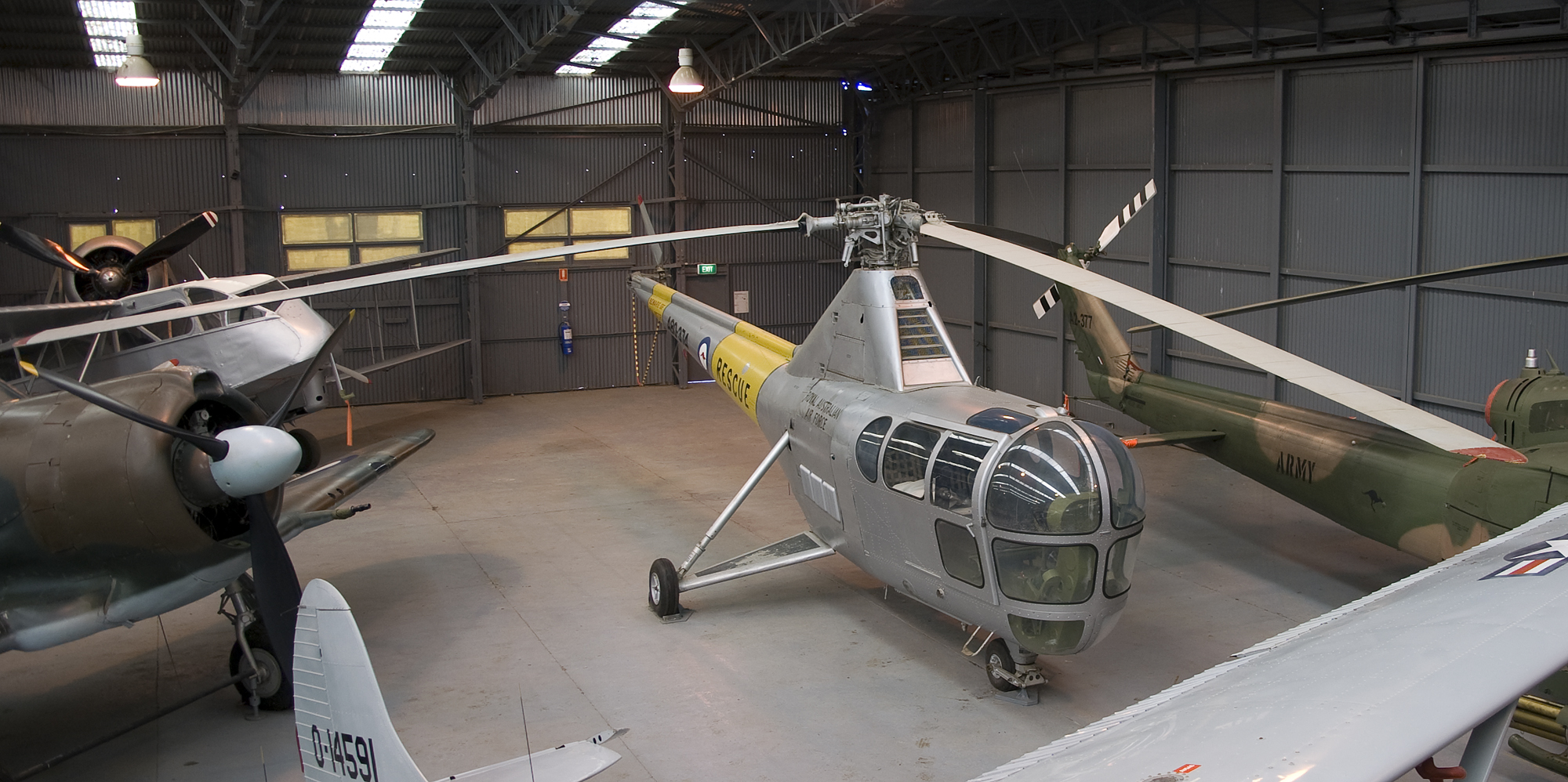
Sikorsky S-51

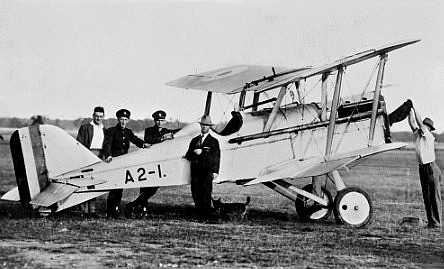
S.E.5A
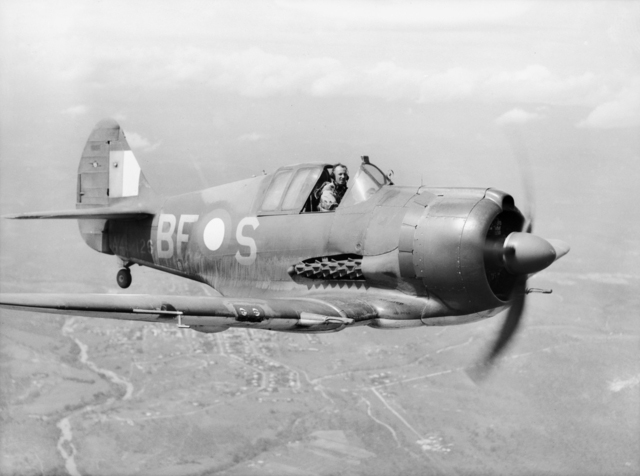
CAC Boomerang
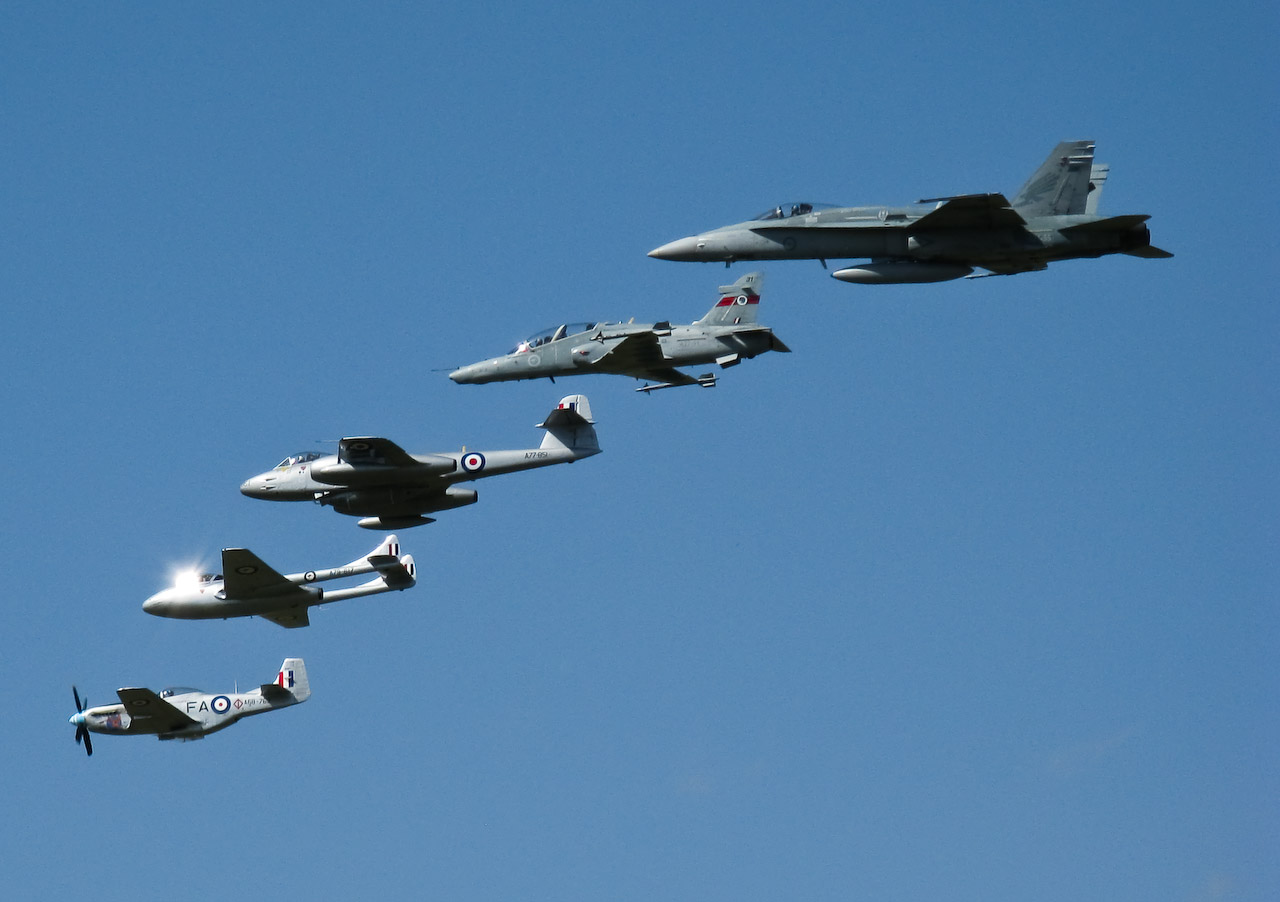
Myśliwce RAAF
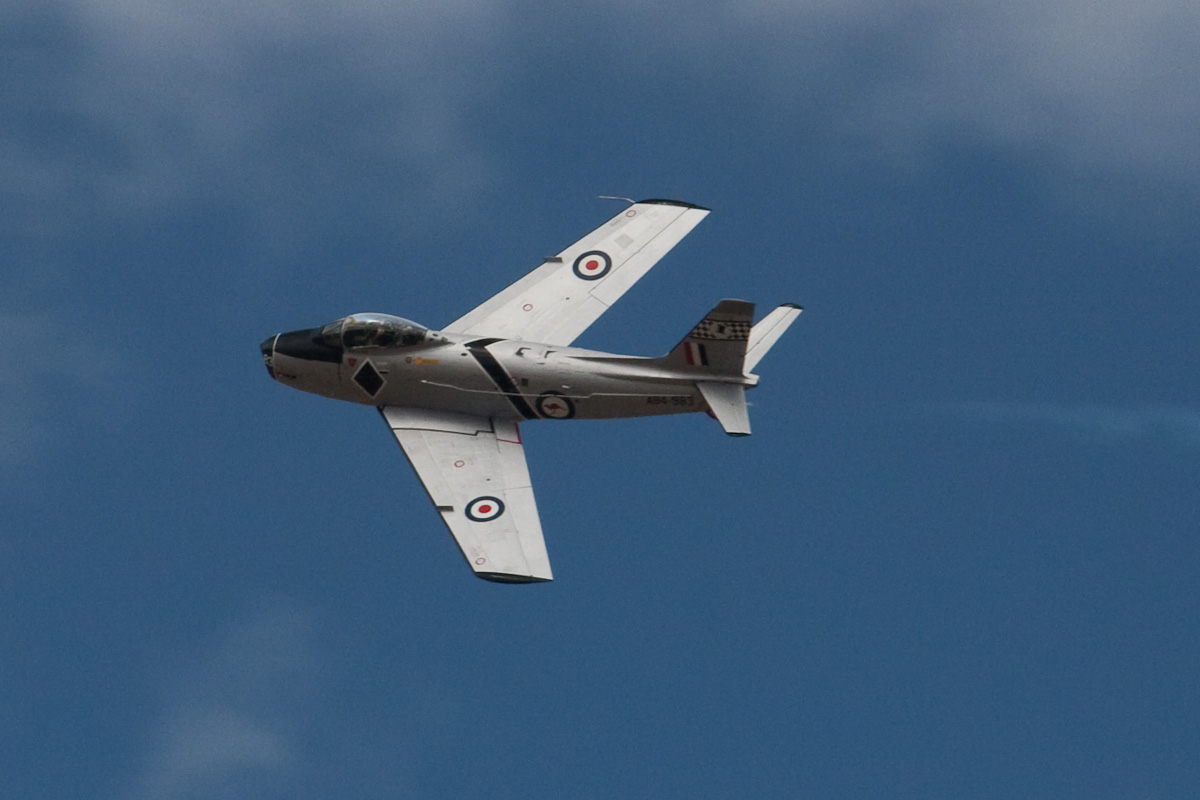
CAC CA-27 (F-86F) Sabre
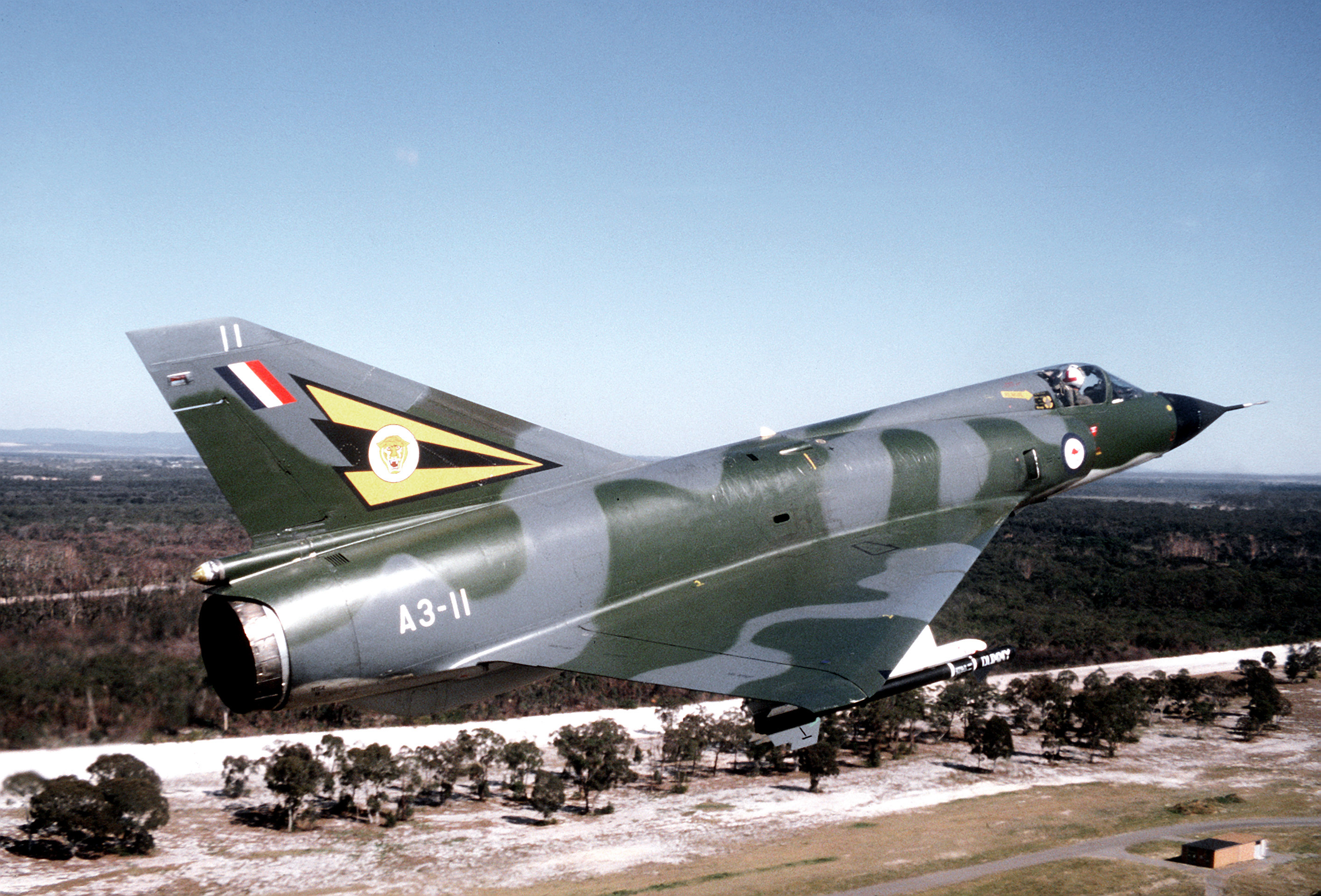
Mirage IIIO

Myśliwce
- Bristol F.2 Fighter – 66× F.2b 1917-1918
- Royal Aircraft Factory S.E.5A – 35 1925-1928
- Bristol Bulldog – 8× Mk. IIA 1930-1940
- Gloster Gauntlet – 6 1940
- Gloster Gladiator – 40 1940-1941
- Brewster F2A Buffalo – 73× B-339E 1941-1944
- Hawker Hurricane – 50 Mk.1/2 1941-1946
- Supermarine Spitfire – 245× Mk Vc, 251× Mk VIII, 159× HF Mk VIII 1941-1946
- Curtiss P-40 Warhawk – 163× P-40E, 42× P-40K, 90× P-40 M, 553× P-40N 1941-1947
- Bell P-39 Airacobra – 22× P-39D/ F 1942-1943
- CAC Boomerang – 105× CA-12, 95× CA-13 1942-1946
- DAP Beaufighter – 365× Mk 21 1942-1956
- Hawker Typhoon – 3 Mk.Ib 1943
- de Havilland Mosquito – 46× FB.VI, 178× FB Mk 40, 11× FB Mk 41 1944-1946
- CAC P-51D Mustang – 114× P-51D, 84× P-51K, 80× CA-17, 120× CA-18 1945-1951
- De Havilland Hornet – 1 Sea Hornet F.20 1948
- de Havilland Vampire – 57× F.30, 23× FB.31 1949-1954
- Gloster Meteor – 1× F.3 1946-1947, 94× F.8, 9× T.7, 1× NF.11 1951-1957[44]
- CAC CA-27 Sabre (F-86F) – 22× Mk 30, 20× Mk 31, 69× Mk 32 1956-1971
- Dassault Mirage III – 49× IIIOA, 51× IIIOF, 16× IIID 1964-1988
- McDonnell Douglas F-4 Phantom II – 24× F-4E 1970-1973
- McDonnell Douglas F/A-18 Hornet – 75 łącznie, 57* F/A-18A, 18* F/A-18B, w latach 1985–2021. Zobacz też: McDonnell Douglas F/A-18 Hornet w Australian Defence Force(inne języki) w angielskojęzycznej Wikipedii

Samoloty bombowe
- Royal Aircraft Factory R.E.2 – 42 1916
- Martinsyde G.100 – 1916
- Hawker Demon – 64 1934-1945
- Short Sunderland – 9× Mk I, 6× Mk III 1939-1947
- Westland Lysander – 1940-1941
- Fairey Battle – 364 1940-1949
- Lockheed Hudson – 50× Hudson I, 52× Hudson IVA 1940-1949
- DAP Beaufort – 80× Mk.V, 40× Mk.VI, 60× Mk.VII, 520× Mk.VIII 1941-1946
- Vickers Wellington – 1941-1944
- Vultee A-31 Vengeance – 342× Mk I, II, IV 1942-1946
- Avro Lancaster – 130 1942-1945
- Handley Page Halifax – 1942-1945
- Douglas DB-7 – 69× Mk III/IV 1942-1944
- Lockheed Ventura – 55× PV-1 1943-1946
- North American B-25 Mitchell – 20× II, 30× III 1944-1946
- Consolidated B-24 Liberator – 287 B-24D, B-24J, B-24L, B-24M 1944-1948
- Avro Lincoln – 54 Mk 30/31 1946-1961
- Boeing B-29 Superfortress – 2× Boeing Washington B.1 1952-1956
- CAC Canberra – 48× B-20, 2× B-2 (1951), 2× T-4 1953-1982
- General Dynamics F-111 – 28× F-111C 1973-2010

Rozpoznawcze/patrolowe
- Royal Aircraft Factory R.E.8 – 144 1917-1918
- Fairey III- 6× IIID 1921-1924
- Supermarine Seagull – 9× Mk III 1926-1935
- Supermarine Southampton – 2× Mk II 1928-1938
- Supermarine Walrus – 61× Seagull V 1935-1947
- Consolidated PBY Catalina – 167× PBY-5 1940-1952
- Lockheed P-38 Lightning – 3× P-38E 1942-1944
- Vought OS2U Kingfisher – 18 1942-1945 (ZOP)
- Republic P-43 Lancer – 8 1942-1943
- Martin PBM Mariner – 12× PBM-3R 1943-1946
- CAC Boomerang – 49× CA-19 1944-1945
- Avro York – 1 1945
- de Havilland Mosquito – 29× PR.XVI, 6× PR Mk 40, 17× PR Mk 41 1948-1953
- Lockheed P-2 Neptune – 12× P2V-5/ P-2E 1951-1969, 12× P2V-7/SP-2H 1962-1977 (ZOP)
- Lockheed P-3 Orion – 11× P-3B 1969-1985, 20× P-3C 1978-
- General Dynamics F-111 – 4× RF-111C 1979-2006 (ex-F-111C)

Transportowe
- de Havilland DH.50A – 2, 1926–1943
- Wackett Gannet – 5, 1935-1946
- Short Empire – 4× S.23 1939-1943
- De Havilland Dragon Rapide – 8× DH-86A 1939-1945, 7× DH-89 1940-1944
- De Havilland Dragon – 98× DH-84 1/2 1940-1946
- Airspeed Oxford – 391 1940-1953
- Douglas C-47 Skytrain – 4× DC-3 1939-1940, 10× DC-2 1940-1946, 23× C-53 1943-1944, 9× C-47, 50× C-47A, 65× C-47B 1943–1981
- Junkers G 31/W44 – 3 1942
- Ford Trimotor – 2 1942
- Dornier Do 24 – 5× Do 24K 1942-1944
- Lockheed Vega – 1 1942-1945
- De Havilland Dragonfly – 1× DH-90 1942-1945
- DAP Beaufreighter – 48× Mk.IX 1943-1946
- Noorduyn Norseman – 14 1943-1946
- Vickers VC.1 Viking – 1× C2 1947-1951
- Bristol Freighter – 4× Mk 21E 1949-1967
- Percival Prince – 3 1952-1957
- Convair CV-240 – 2 1956-1968
- Lockheed C-130 Hercules – 12× C-130A 1958-1978, 12× C-130E 1966-1999, 12× C-130H 1978-2012
- De Havilland Canada DHC-3 Otter – 2 1961-1967
- Vickers Viscount – 2× V816 1964-1969
- De Havilland Canada DHC-4 Caribou – 29 1964-2009
- Dassault Falcon 20 – 3× Mystere 20C 1967-1989
- BAC-111 – 2× Eleven 217EA 1968-1990
- Boeing 707 – 4× 707-338C, 2× 707-368C 1979-2008
- GAF Nomad –1× N-22B 1981-1983, 3× N24A 1989-1993
- Dassault Falcon 900 – 5 1989-2002

Użytkowe
- Royal Aircraft Factory B.E.12 – 9 1916–1917
- Airco DH.9A – 28 1920-1930
- Westland Wapiti – 44 1929-1944
- Avro Anson – 1028× Mk.1 1936-1955 (także treningowe)
- Percival Proctor – 2× P10 Vega Gull 1936-1945
- Douglas Dolphin – 4 1940-1945
- Fairchild 24R – 4 1940-1943
- Miles Falcon – 6 1940-1946
- de Havilland Fox Moth – 3× DH-83 1941-1943
- Beechcraft 17 – 3 1941-1947
- British Taylorcraft Auster – 56× Mk II, 2× Mk V 1944-1959
- De Havilland Canada DHC-2 Beaver – 5 1955-1964
- Cessna 180 – 8× 180, 7× 180D, 4× 180E 1959-1974

Treningowe
- Airco DH.6
- Bristol Scout – 17 1918-1926
- Avro 504K – 53 1918-1928
- Sopwith Pup – 11 1919-1925
- Airco DH.9 – 1 1920-1929
- De Havilland DH.60 Moth – 20× X, 32× G, 8× M 1928-1941
- Avro 643 Cadet – 34× Mk II 1934-1945
- CAC Wirraway – 755× CA-1/3/5/7/8/9/16 1939-1959 (także szturmowe)
- de Havilland Moth Minor – 42× DH.94 1940-1945
- de Havilland Tiger Moth – 732× DH 82A 1940-1957
- CAC Wackett – 200× CA-6 1941-1946
- Ryan STM Trainer – 34 1942-1954
- de Havilland Vampire – 35× T.33, 5× T.35, 70× T.35A 1952-1970
- CAC Winjeel – 62× CA-25 1955-1977
- BAC Jet Provost – 1× T.Mk 2 1959
- Macchi MB-326H – 87× CA-30 1967-2000
- Hawker Siddeley HS 748 – 8× Series 228, 2× Series 229 (VIP) 1967-2000
- PAC CT-4 Airtrainer – 51 1975-1992

Śmigłowce
- Sikorsky S-51 – 3 1947-1964
- Bristol Sycamore – 2 1951-1965
- Bell 47 – 65× 47G 1960-1977
- Bell UH-1 Iroquois – 24× UH-1B 1962-1985, 8× UH-1D 1967-1991, 34× UH-1H 1968-1991 (do armii)
- Aérospatiale Alouette III – 3× SA-316B 1963-1980
- Boeing CH-47 Chinook – 12× CH-47C 1974-1989 (4 do armii jako CH-47D)
- Aerospatiale Squirrel – 18× AS350B 1984-1990 (do armii)
- Sikorsky UH-60 Black Hawk – 14× S-70A-9 1987-1989 (do armii)